# DZUP
DZUP 1602는 필리핀의 메트로 마닐라를 권역으로 하는 소출력 AM 대학 라디오 방송이며, 케손시티에 위치한 필리핀 대학교 딜리만 캠퍼스(the University of the Philippines Diliman)에서 운영하고 있다. 주파수는 중파 1602kHz, 출력은 5kW이다.
주로 음악 프로그램을 방송하며, 일부 토크 프로그램을 방송한다. 월요일~금요일 간에 오전 9시에서 오후 8시까지 운영하고 있다.
첫 방송은 1960년에 1410kHz로 개국하였다가 곧 1580kHz로 옮겼다. 1972년 마르코스 정권의 계엄령으로 잠시 방송이 중단되었다가 피플 파워 혁명 이후인 1987년에 1566kHz로 다시 방송을 시작하였다. 현재의 주파수로 옮긴 것은 1994년부터이다. 현재에도 필리핀 대학교 딜리만 캠퍼스의 공동체 라디오 방송의 역할을 다하고 있다.